# Raniero da Ponza
Raniero da Ponza (Ponza, 1130 – Ponza, 1207) è stato un monaco cristiano e teologo italiano, consigliere di Innocenzo III, confratello e compagno di Gioacchino da Fiore e legato pontificio in Linguadoca, su incarico dello stesso pontefice, per contrastare la setta dei Catari.

## Biografia

### Famiglia
Frater Rainerius de Pontio nacque, probabilmente fra il 1130 e il 1140, a Ponza, da genitori di ceto sociale elevato, forse nobili (claris ortus natalibus, dice un cronista dell'epoca). Secondo una ricerca effettuata da uno studioso locale sul Codex diplomaticus cajetanus, potrebbe essere appartenuto alla famiglia dei conti di Suio.
Il fatto che nel suo nome sia indicata la provenienza ponzese risponde con molta probabilità alla sua effettiva origine e non ad una sua appartenenza ad un monastero locale. Anche sulle isole ponzesi esistevano, in quell'epoca, monasteri di regola benedettina, a Ponza, Palmarola e Zannone, tuttavia non erano ancora inseriti in modo preciso in un Ordine autorevole e organizzato, in grado di dare ai suoi priori, ai suoi abati, ai suoi monaci, una traccia durevole nel nome.

### Formazione
Si può pensare che la vocazione monacale di Raniero sia nata comunque per l'attrazione esercitata dagli esempi monastici locali su di lui, probabilmente già predisposto alla riflessione, alla meditazione e allo studio. Forse aspirando ad un'esperienza religiosa e spirituale più completa, si trasferì sulla penisola, entrando nell'ordine cistercense, attratto probabilmente dalla cistercense Abbazia di Fossanova, poco distante da Gaeta, facile punto di riferimento per la vocazione di Raniero.
Dal 1171 al 1176, era stato Abate di Fossanova Goffredo d'Auxerre, segretario e biografo di Bernardo di Chiaravalle (dopo Guglielmo di Saint-Thierry). Goffredo scrisse su Gioacchino, ma ebbe per lui parole critiche. In quei tempi era Abate di Fossanova Giordano dei Conti de Ceccano.
A differenza di molti altri personaggi di spicco di quell'epoca, Raniero da Ponza possedeva la capacità di scrivere e redigeva personalmente i propri testi epistolari o di altro genere. È testimoniato anche il fatto che Raniero era considerato, in qualche modo, un'autorità nella conoscenza della materia e di fenomeni naturali. Si potrebbe definire un conoscitore delle sostanze, degli elementi e dei composti, anzi uno scienziato, un chimico. O, nell'accezione del tempo, un alchimista.
Raniero acquistò ben presto fama di uomo giusto, pio nel costume e nel comportamento, fedele alla sua povertà, "eccellente nella sacra religio", come dissero coloro che lo conobbero. Se Fossanova fu una tappa dal cammino di Raniero, forse la sua notorietà giunse a Casamari, forse gli furono affidate missioni diplomatiche o incarichi che lo misero in contatto con altre Abbazie.

### L'incontro con Gioacchino da Fiore e l'abbandono dell'Ordine cistercense
Probabilmente nell'Abbazia di Casamari, Raniero da Ponza incontrò Gioacchino da Fiore.
Fra il 1182 e il 1188, a Casamari e a Petralata, dove Gioacchino si era ritirato, i due monaci si incontrarono e le loro due vite si ritrovarono comunque unite, come testimoniato sia nei racconti di Luca Campano (biografo di Gioacchino), sia in alcuni documenti cistercensi, sia nella letteratura gioachimita e in altri documenti che risalgono al XIII secolo.
Nel 1189 Gioacchino si allontanò dall'Ordine cistercense, trasferendosi in una zona più remota della Sila e fondando, a S.Giovanni in Fiore, in Calabria, una comunità di eremiti. Anche Raniero, forse seguendo Gioacchino, forse per altri motivi, si allontanò dall'ambito cistercense. I cistercensi incominciarono a manifestare preoccupazione e dissenso, nei confronti dei due confratelli, che se ne erano andati più o meno ufficialmente. Sorprendentemente da questo momento nella vita di Gioacchino non si parlò più di Raniero, anche se nell'autunno del 1192, come conseguenza dei loro atteggiamenti, il Capitolo generale dei Cistercensi inflisse un biasimo congiunto a Raniero da Ponza e a Gioacchino da Fiore, "ordinando loro di tornare ai loro posti, entro il 24 giugno dell'anno seguente, sotto pena di essere considerati fuggitivi". La minaccia si concretizzò quando, nel 1195, Raniero e Gioacchino, constatato il loro allontanamento persistente, vennero definiti ufficialmente "Fugitivi".
Qualunque fosse il loro cammino si può pensare che fossero ancora insieme o comunque che fossero considerati in qualche modo associati.

### Raniero e Gioacchino: strade divise
Nel 1195 Gioacchino si recò a Roma, dove l'abate Adamo di Perseigne lo volle interrogare sulla venuta dell'Anticristo. Se Raniero era con lui, potrebbe essere stata questa l'occasione di incontro del monaco di Ponza con Lotario di Segni (che aveva 35 anni) futuro pontefice Innocenzo III. Qui potrebbero essersi veramente create le premesse per la divisione definitiva dei destini dei due monaci: forse Lotario ebbe modo, conoscendo Raniero, di farsi un giudizio positivo di lui. E se ne sarebbe ricordato poi, qualche anno più tardi, chiamandolo con sé quando divenne pontefice. La storia di questi anni comunque, per quanto se ne sappia oggi, non dice nulla su Raniero, né sui rapporti fra Raniero e Gioacchino. Ma il loro legame ideale rimase: la condotta di Raniero, quando fu incaricato di contrastare l'eresia Catara, sembrò ispirarsi alle parole di Gioacchino:
"Riponi la tua spada nel fodero. Infatti non si deve combattere così per la Verità, bensì maggiormente con la preghiera e con il digiuno... Fa' dunque ciò che puoi, con le armi spirituali. Se non puoi vincere con queste, mettiti da parte." Nonostante la carenza di notizie su di lui, in questo periodo Raniero potrebbe essere stato già confidente del futuro papa e forse in questo momento gli furono consentiti i viaggi e le attività indirettamente attribuitegli nelle lettere del cardinale Ugolino di Segni. Molti anni dopo infatti, alla sua morte, Ugolino, futuro Papa Gregorio IX, fece esplicito riferimento alla sua fama in Mauritania e lo collegò indirettamente, come si vedrà, al monastero di Salem, nella Germania del sud.

### Legato Pontificio
Il Pontefice Innocenzo III pochi mesi dopo la sua elezione, nominò Raniero da Ponza, divenuto suo confessore, Legato Pontificio.
Sette lettere di Innocenzo III, dal 16 aprile 1198 al 12 luglio 1199, indirizzate a Raniero, testimoniano che dal 1198 al 1202 frater Raynerius operò per lui.
In questi scritti Innocenzo lo loda come "uomo di vita virtuosa e di conversazione limpida, per grazia divina forte nella parola e nell'azione, uomo parimenti rispettabile per scienza e per fede, gradito a Dio e agli uomini per sapienza e onestà".
Nel 1198, con una prima lettera, Innocenzo III affidò a Raniero la legazione in Spagna, presso i re di Leon, Castiglia, Navarra e Portogallo, e lo istruì in merito alla sua missione.
Nel 1199 il Papa aveva rivolto un monito ai Cistercensi che, per antico privilegio, si rifiutavano di versare il cosiddetto obolo del Saladino, o "decima del Saladino ", per il sostegno delle crociate. Innocenzo non riconosceva questo privilegio ed esigeva anche dai Cistercensi il contributo. Minacciò anzi di offrire i beni dell'Ordine al potere temporale, a qualche signore certamente meglio disposto di loro. In questa situazione il Capitolo Generale dei Cistercensi del 1200 ordinò preghiere speciali alla loro patrona, Maria, che non fu insensibile, ma aiutò facendo apparire un uomo pio, un monaco di nome Raniero, confessore del Papa, che fece cambiare idea a Innocenzo, liberando l'Ordine dalle tasse per le crociate.
Nel 1200 gli venne affidata la missione speciale della predica contro gli eretici nella Francia meridionale, nella Contea di Tolosa (catari albigesi in Linguadoca e Provenza), incaricandolo di procedere contro i ribelli con la scomunica e l'interdetto, ma con la possibilità di sciogliere dalla condanna i pentiti. Il Pontefice nutriva ancora la speranza di ottenere risultati positivi mediante l'intervento di questo cistercense, che aveva conosciuto direttamente il tormento e l'angoscia che hanno caratterizzato i movimenti ereticali e di rinnovamento. Raniero intervenne, ricorrendo a dure sanzioni: scomunica, esilio, confisca dei beni. Ma i Catari non si lasciarono convincere e persistettero nelle loro tesi gnostiche manichee, rifiutando l'interpretazione cattolica delle scritture, i sacramenti ecclesiastici, la gerarchia e l'intero apparato dogmatico, rituale e organizzativo della Chiesa romana.
Nel 1201 il monaco venne incaricato di collaborare nell'opera della Chiesa nei confronti degli Umiliati. Il movimento cristiano degli Umiliati si era sviluppato in Italia settentrionale e in Lombardia in particolare, fra il 1100 e il 1200, proponendo ai suoi membri una vita religiosa attuata all'interno delle proprie attività lavorative. Gli Umiliati erano stati definiti eretici nel 1179, nel Concilio Lateranense III. Si provvide tuttavia a far elaborare un'apposita Regola, che riportasse il movimento nel solco cattolico, ad opera di una terna di religiosi, due dei quali erano Cardinali e uno era Raniero da Ponza.

### La malattia e il ritorno a Ponza
La vita di Raniero, nel 1201, era alle soglie di un evento, la sua malattia (forse già manifestatasi nel 1199), che avrebbe prematuramente cambiato il suo destino, ma che avrebbe forse modificato anche l'andamento della storia della Chiesa di Roma.
Raniero, fin da quando era Legato in Spagna, aveva sollecitato il pontefice perché lo liberasse dagli impegni e lo lasciasse alla meditazione. Sappiamo dagli scritti del Cardinale Ugolino di Segni (poi Gregorio IX) che Raniero chiese di tornare a Ponza, per essere più vicino a Dio, per tornare al convento, all'eremitaggio e alla vita contemplativa.
Ma è solo nel 1202 che la sua salute si compromise in modo talmente grave da indurre il Papa a togliere a Raniero l'incarico, avendo avuto notizia della sua malattia. Il Pontefice scrisse anzi in proposito all'arcivescovo di Arles e agli abati di St. Gilles e Valmagna, spiegando i motivi della sua decisione. Al suo posto nominò Pietro di Castelnau. Forse non fu coincidenza se Innocenzo III, proprio nel 1202, chiese ai cistercensi di ripopolare i monasteri di Ponza, affidando il compito all'abate Pietro Spinelli. Il ritiro a Ponza di Raniero non significò la fine della sua attività pubblica.
Infatti nel 1205, sempre fidando nelle sue virtù di diplomatico, il Pontefice gli chiese di intervenire nella contesa con Diopoldo, conte di Acerra, al fine di ristabilire rapporti pacifici fra lui e la Chiesa, sciogliendolo dalla condanna precedentemente inflittagli. Raniero si recò pertanto in Terra di Lavoro, per riallacciare i rapporti con Diopoldo e per accogliere il suo giuramento di fedeltà al Papa.

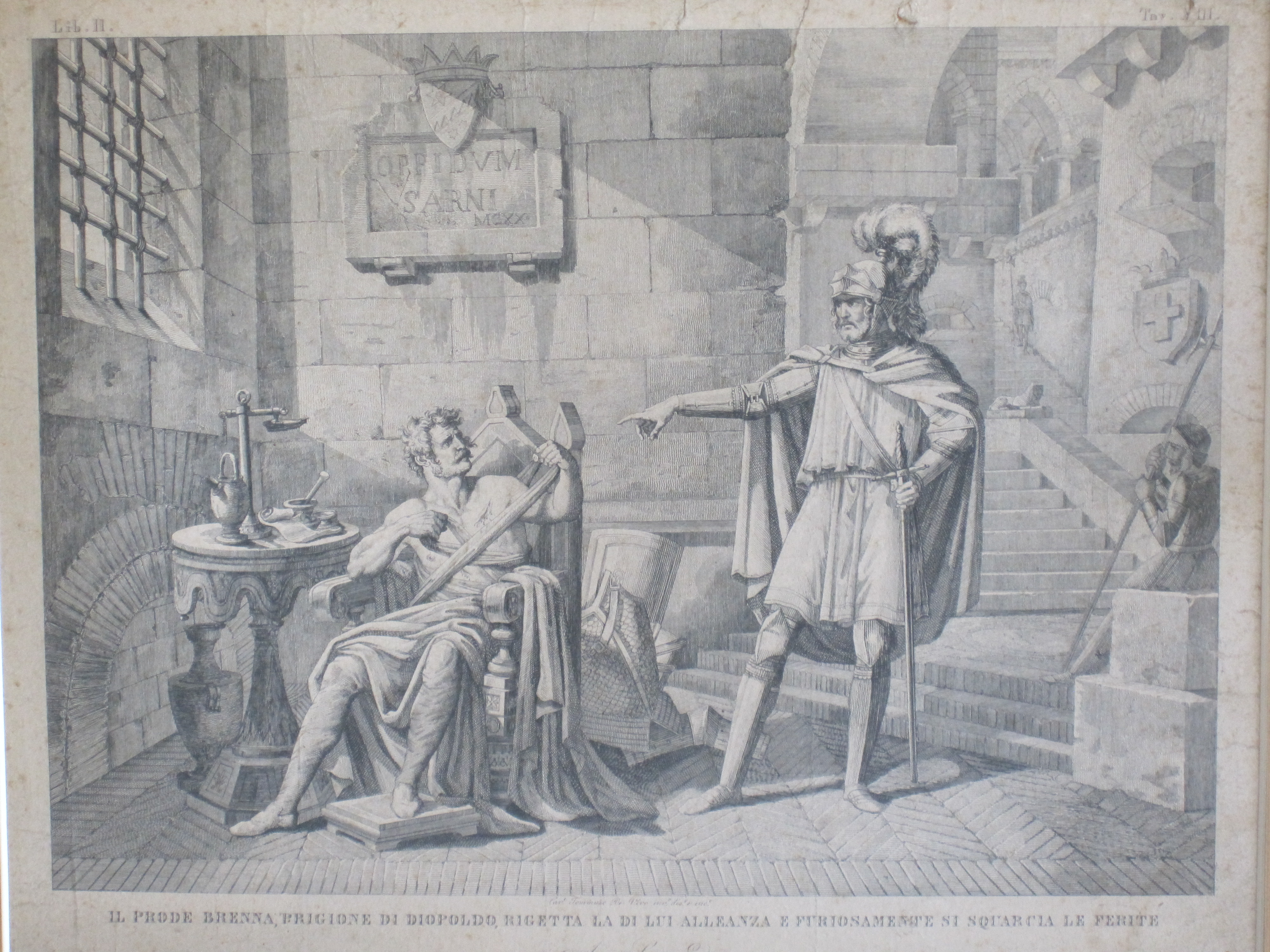
Stampa del secolo XIX nella quale è rappresentato Gualtiero III di Brienne, sulla sinistra, mentre si strappa le bende e si lacera le ferite, come atto di ribellione di fronte alle proposte inaccettabili di Diopoldo di Vohburg.
Le tragiche vicende che seguirono videro l'intervento di Raniero come pacificatore.

Anche a Ponza, molti vennero da lui, re, principi, prelati, come avrebbe testimoniato il Cardinale Ugolino nella sua lettera di cordoglio per la morte di Raniero. Da loro non accettò nulla. Scrisse e ricevette lettere, ma i suoi scritti, per ora, non sono stati ritrovati.

### La morte
Raniero morì fra il 1207 e il 1208. Alla sua morte, nel 1207, Ugolino di Segni, allora vescovo di Ostia, scrisse una lunga lettera agli abati e ai fratelli dei monasteri di Fossanova, Casamari e Salem. Non avendo tempo di giorno, Ugolino scrisse di notte, con il cuore dolente per la morte di quest'uomo, patris et domini fratris Ranerii memorie venerande, Raniero, padre e signore, a cui andrà sempre la nostra memoria e la nostra venerazione.

## Enigmi su Raniero da Ponza
La scomparsa di Raniero solleva alcune domande enigmatiche.
Il primo interrogativo è legato alla citata lettera di Ugolino di Segni agli abati cistercensi: Ugolino di Segni era uomo certamente colto e istruito, veniva da una famiglia illustre ed era stato nominato Cardinale, ancor giovane, dallo zio, Innocenzo III. Sarebbe diventato Papa, col nome di Gregorio IX, un Papa legato alle figure di san Francesco, santa Chiara, san Domenico. Perché la morte di quest'uomo, di questo monaco a noi pressoché sconosciuto, lo colpisce così profondamente? Quali sono i motivi per cui in un ambiente papale nel quale non mancavano certamente teologi, confessori, consiglieri, chierici, dotti di ogni genere, la morte di Raniero è così sconvolgente, tanto da far dire, più avanti, nella stessa lettera, che "il sole è caduto dal cielo"?
Non è solo simpatia e affetto personale, perché anche il Pontefice, Innocenzo III, aveva tessuto lodi sconfinate di Raniero.
Cosa rappresentava Raniero per l'ambiente pontificio?
Di lui si può dire, analizzando la storia anche degli anni seguenti, che precorse la figura di san Francesco, rifiutando onori e cariche, andando scalzo per le strade del mondo, per testimoniare la povertà evangelica. Si può dire che precorse la figura di san Domenico, portando ovunque una solida dottrina cristiana, in un tempo nel quale gli eretici accusavano la Chiesa Romana di debolezza dottrinale.
Ma allora, tenendo anche conto delle missioni compiute da Raniero per il mondo, qual è il motivo per cui Ugolino deve sollecitare gli abati di Casamari, Fossanova e Salem, perché partecipino al cordoglio per la morte di un loro confratello?
Anche la scomparsa dei suoi scritti riveste un aspetto enigmatico. Certamente lasciò scritti rilevanti, scritti noti e discussi nei secoli seguenti, come testimoniano sue successive citazioni.
Raniero rivestiva, ai suoi tempi, un ruolo di grande credibilità e prestigio, eppure non è noto dove sia sepolto.

## Spiritualità e valore del pensiero di Raniero da Ponza

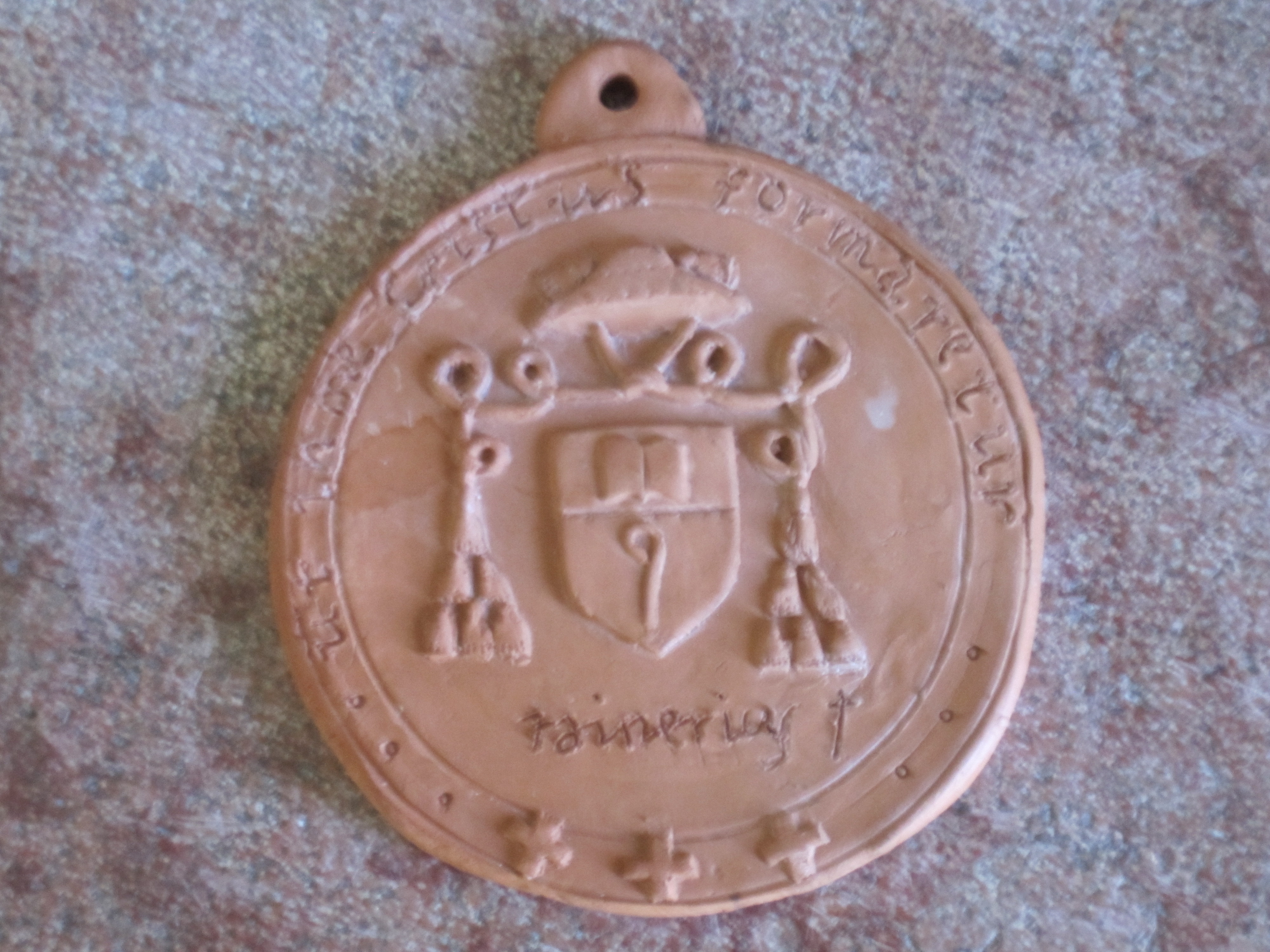
Sigillo che configura simbolicamente lo stemma araldico di Raniero da Ponza: d'argento al libro (portò la luce del Vangelo) e di nero al pastorale (fu pellegrino fra gli eretici e gli infedeli).
Il sigillo è stato realizzato da un artigiano di Ponza, Guglielmo Tirenti, in occasione del Convegno su Raniero, nel 1996.

Le ripetute espressioni di stima che emergono dalle lettere di Innocenzo III e di Ugolino di Segni, pur nella consuetudine retorica di quei tempi, sono segno concreto dell'alto profilo spirituale che i contemporanei riconoscevano a Raniero.
Anche le molteplici missioni a lui affidate sono indice della fiducia che egli godeva nell'ambiente papale.
Gli scarsi elementi finora disponibili non permettono di verificare con precisione almeno due altre tracce della sua opera spirituale.
Innocenzo III parla della sua azione pastorale in Mauritania e Ugolino in occasione della morte di Raniero si rivolge agli abati di Fossanova e Casamari (certamente ricadenti nell'ambito geografico dell'azione di Raniero) ma anche di Salem, uno dei più importanti monasteri cistercensi in Germania, con sede a Salem, nel distretto del lago di Costanza. Se ne può dedurre che, pur considerando l'uscita di Raniero dall'Ordine Cistercense, la sua figura avesse conservato un prestigio evidente.
L'unica lettera di Raniero per ora nota costituisce un'importante traccia di una vicenda che lo contrappone ad Arnaud Amaury. All'abate Amaury è attribuita la sanguinaria espressione "Uccideteli tutti: Dio riconoscerà i suoi" di fronte alla richiesta dei militari su come poter distinguere nell'azione gli eretici dagli altri, durante l'eccidio dei Catari di Béziers.
Raniero, pur riferendosi verosimilmente ad altre vicende, intuisce la gravità degli atteggiamenti bellicosi di Arnaud Amaury e lo scongiura di astenersi da atti che avrebbero disgregato l'Ordine, dall'empietà e dalla crudeltà e da scelte irreparabili, suggellando i suoi ammonimenti con una frase di grande suggestione e significato: Verba gladium portant, le parole portano le spade.
Non è trascurabile inoltre la vicenda connessa con il suo invio in Linguadoca come Legato o, in senso lato, come inquisitore.
Raniero, che pur sopravvive alcuni anni a questi eventi, chiede di essere esentato dall'incarico per gravi motivi di salute. Ciò rivela indirettamente la propria indisponibilità e il proprio rifiuto a ricoprire il ruolo di persecutore della setta dei Catari, in coerenza con il pensiero di Gioacchino da Fiore, che, a proposito degli eretici, aveva in quei tempi sentenziato “Fa ciò che puoi con le armi spirituali: e non puoi vincere con queste mettiti da parte” o di San Bernardo che aveva affermato: "Si convincano gli eretici con gli argomenti e non con le armi", "capiantur non armis sed argumentis".